# Yang Xiuli
Yang Xiuli (chin. upr. 杨秀丽, chin. trad. 楊秀麗, pinyin Yáng Xiùlì; ur. 1 września 1983 w Fuxin) – chińska judoczka, mistrzyni olimpijska, brązowa medalistka mistrzostw świata.
Startuje w kategorii do 78 kg. Największy sukces w karierze odniosła podczas igrzysk olimpijskich w Pekinie, zdobywając złoty medal.
W 2010 roku zdobyła brązowy medal igrzysk azjatyckich w Kantonie (w kategorii do 78 kilogramów).